# Пикеринг, Фред
Фредерик Пикеринг (19 января 1941, Блэкберн, Ланкашир — 9 февраля 2019, Ланкашир, Северо-Западная Англия) — английский футболист, игравший на позиции нападающего. Выступал, в частности, за клубы «Блэкберн Роверс» и «Эвертон», а также национальную сборную Англии.

## Клубная карьера
В 1959 году на свой 17-й день рождения подписал профессиональный контракт с «Блэкберн Роверс». В этой команде провёл четыре сезона, приняв участие в 123 матчах чемпионата. Большую часть времени, проведённого в составе «Блэкберн Роверс», был основным игроком. Начал выступать в защите, но затем перебрался в атакующее звено команды. В итоге в составе «Блэкберн Роверс» он стал одним из главных бомбардиров команды, забивая по голу почти в каждой второй игре первенства. Товарищ по команде Брайан Дуглас сравнивал его с Аланом Ширером.
Своей игрой за «Блэкберн» Пикеринг привлёк внимание представителей тренерского штаба клуба «Эвертон», в состав которого присоединился в 1963 году за 85 тыс. фунтов. Сыграл за клуб из Ливерпуля следующие четыре сезона своей игровой карьеры. Играя в составе «Эвертона», также в основном выходил на поле в основном составе команды. В новом клубе был среди лучших нападающих, забивая ещё чаще, чем в «Блэкберне».
Впоследствии с 1967 по 1970 год играл в составе клубов «Бирмингем Сити» и «Блэкпул». В сезоне 1970/71 вернулся в «Блэкберн», сыграв 11 матчей и забив два гола.
Завершил профессиональную игровую карьеру в клубе «Брайтон энд Хоув Альбион», за который не сыграл ни одного матча.

## Выступления за сборную
27 мая 1964 года Пикеринг дебютировал в составе национальной сборной Англии, соперником была сборная США. Англичане разгромили соперника со счётом 10:0, а Пикеринг оформил хет-трик. 3 октября он сыграл второй матч за Англию в рамках Домашнего чемпионата Великобритании против Северной Ирландии. Пикеринг открыл счёт, а его команда выиграла 4:3. 21 октября Пикеринг сыграл свой третий и последний матч за сборную трёх львов. Англия сыграла вничью 2:2 с Бельгией, а Пикеринг снова забил. Тренер Альф Рамсей планировал взять Пикеринга на чемпионат мира по футболу 1966, но игрок получил травму колена в матче кубка Англии против «Манчестер Сити», в итоге он в сборную так и не вернулся.

## Смерть
Фред Пикеринг умер 9 февраля 2019 года на 79-м году жизни.